# Sinopoda himalayica
Sinopoda himalayica är en spindelart som först beskrevs av Hu och Li 1987.  Sinopoda himalayica ingår i släktet Sinopoda och familjen jättekrabbspindlar. Inga underarter finns listade i Catalogue of Life.